# Stanisław Piotrowski (1895–1940)

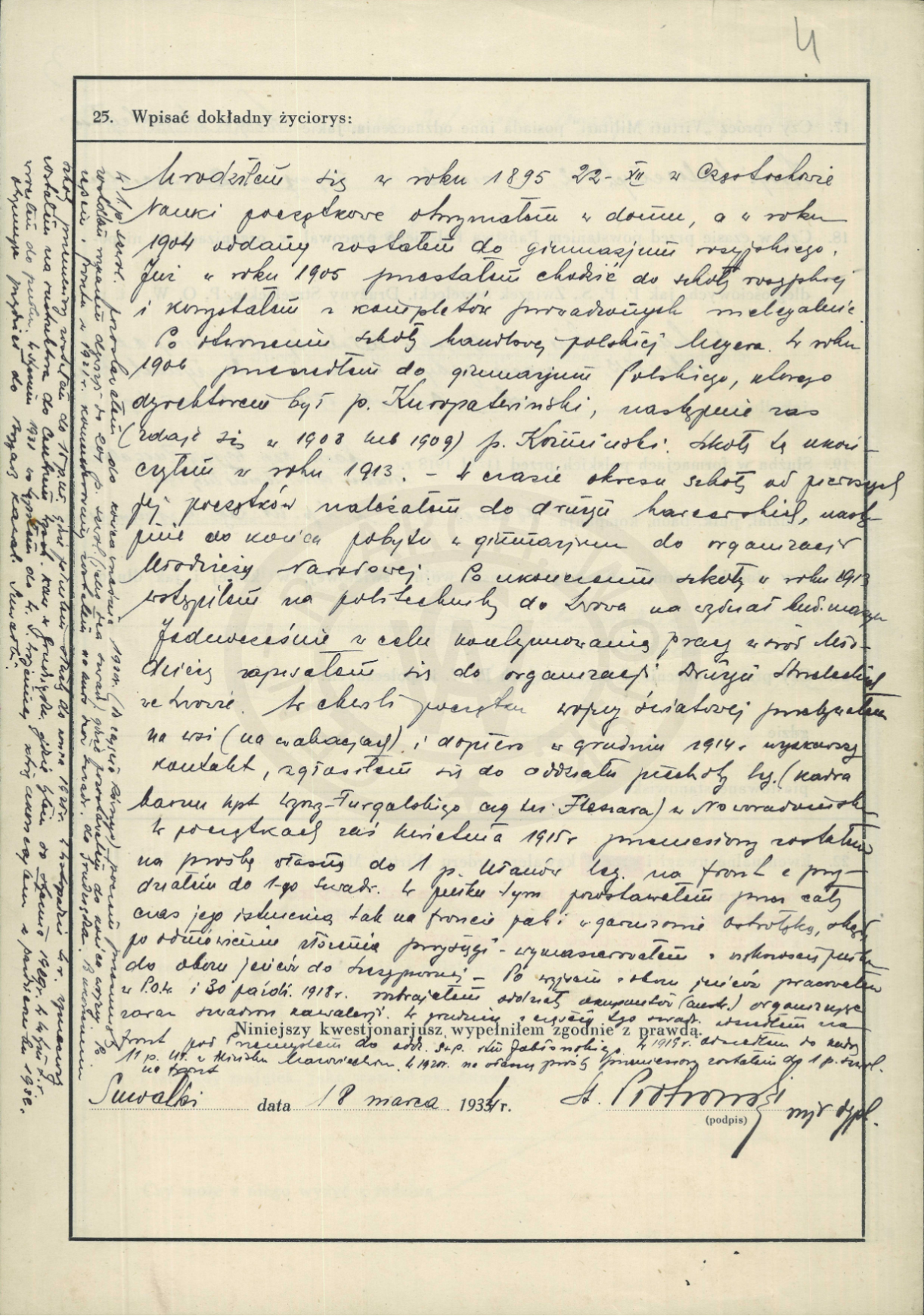
Odręczny życiorys Piotrowskiego do Orderu VM, z podpisem, marzec 1934

Stanisław Piotrowski (ur. 22 grudnia 1895 w Częstochowie, zm. wiosną 1940 w Charkowie) – major dyplomowany kawalerii Wojska Polskiego, kawaler Orderu Virtuti Militari, ofiara zbrodni katyńskiej.

## Życiorys
Syn Feliksa i Eleonory z Pawłowskich. Absolwent szkoły handlowej i gimnazjum w Częstochowie. W 1914 wstąpił do Legionów, do 1 pułku ułanów, z którym walczył na froncie aż do kryzysu przysięgowego. Internowany w Szczypiornie. Krótko działał w POW, po czym w 1918 wstąpił do Wojska Polskiego. Walczył w 11 pułku ułanów, a od 1920 w 1 pułku szwoleżerów z bolszewikami. Od września 1920 do końca wojny w 201 pułku szwoleżerów.
W okresie międzywojennym ukończył kurs dowódców szwadronów w Grudziądzu i został skierowany do 15 pułku ułanów. Od 1925 do 1929 był instruktorem w CWKaw, następnie powrócił do 15 puł. W 1932 ukończył WSWoj., i został przydzielony do Suwalskiej Brygady Kawalerii na szefa sztabu. 4 lutego 1934 został mianowany na stopień majora ze starszeństwem z 1 stycznia 1934 roku i 9. lokatą w korpusie oficerów kawalerii. Od 1934 w Dowództwie Okręgu Korpusu Nr II w Lublinie a od 1937 w DOK VIII w Toruniu jako szef Wydziału Mobilizacji i Uzupełnień. W 1939 pełnił służbę w pułku ułanów w Równem, jako dubler I zastępcy dowódcy pułku.
Po wybuchu II wojny światowej podczas kampanii wrześniowej był oficerem Oddziału I w sztabie Armii „Kraków”. Po agresji ZSRR na Polskę w 1939 dostał się do niewoli sowieckiej i był przetrzymywany w obozie w Starobielsku. Wiosną 1940 został zamordowany przez funkcjonariuszy NKWD w Charkowie i pogrzebany w bezimiennej, zbiorowej mogile w Piatichatkach, gdzie od 17 czerwca 2000 mieści się oficjalnie Cmentarz Ofiar Totalitaryzmu w Charkowie. Figuruje na Liście Starobielskiej NKWD pod poz. 2660.
Żonaty.
5 października 2007 minister obrony narodowej Aleksander Szczygło – decyzją nr 439/MON – mianował go pośmiertnie na stopień podpułkownika. Awans został ogłoszony 9 listopada 2007 w Warszawie, w trakcie uroczystości „Katyń Pamiętamy – Uczcijmy Pamięć Bohaterów”.

## Ordery i odznaczenia
- Krzyż Srebrny Orderu Wojskowego Virtuti Militari nr 285
- Krzyż Niepodległości – 2 sierpnia 1931[15]
- Krzyż Walecznych dwukrotnie
- Medal Pamiątkowy za Wojnę 1918–1921[2]
- Medal Dziesięciolecia Odzyskanej Niepodległości[2]